# Куликовская волость (Усманский уезд)
Куликовская  во́лость — административно-территориальная единица Усманского уезда Тамбовской губернии с центром в селе Куликово. 

## География
Волость расположена в западной части Усманского уезда. Волостной центр находился в 25 верстах от г. Усмани.

## История
Волость возникла по закону от 7 августа 1797 г. «О разделении казенных селений на волости и о порядке внутреннего их управления». Вводилось волостное правление. Структуру которого составляли: волостной голова, староста (выборный) и один писарь. Кроме того, в каждом селении волости избирался сельский старшина и при каждых десяти дворах десятский.
В ходе реформы Киселёва в волости вводились: исполнительный орган — волостное правление, распорядительный — волостной сход и судебно-апелляционная инстанция — волостная расправа. Были созданы волостные правления для государственных крестьян, подчинявшиеся местным палатам государственных имуществ. Волость вошла в состав Усманского округа.
В 1861 году в ходе крестьянской реформы произошли реорганизация в системе управления.  Волостное управление на основании Общего положения о крестьянах 1861 года составили:
1. Волостной сход;
2. Волостной старшина с волостным правлением;
3. Волостной крестьянский суд.

Волостные правления были ликвидированы постановлением Совнаркома РСФСР от 30 декабря 1917 года «Об органах местного самоуправления». Управление волости передавалось волостным съездам советов и волисполкомам.
Постановлением ВЦИК РСФСР от 4 января 1923 г. передана в состав Воронежской губернии.

## Населённые пункты
По состоянию на 1914 год состояла из следующих населенных пунктов:
- с. Куликово
- с. Боровое
- д. Юшино
- с. Савицкое
- с. Излегоща
- с. Дрязги
- с. Кривки
- д. Высокополье[7].

## Приходы
- Приход  Вознесенской церкви с. Куликово.  Церковь каменная, теплая, построена в 1832 году на средства прихожан. Престолов пять: главный - в честь Вознесения Господня, придельные - во имя Николая чудотворца, Дмитрия Солунского, Митрофана Воронежского чудотворца и Покрова Пресвятой Богородицы. В самом селе есть приписная церковь, кладбищенская, Димитриевская, деревянная, холодная. В приходе деревня Аксай (Боровские выселки или Штыки) и хутор господина Писарева (мелкий). Куликовская лесная казенная дача[8].
- Приход Покровской церкви с. Борового. Открыт в 1809 году. Церковь каменная, теплая, построена в 1858 году на средства прихожан. В приходе имение "Юшинка"  Севастьянова[9].
- Приход  церкви Троицы Живоначальной в с. Савицкое. Церковь каменная, теплая, построена в 1866 г. на средства прихожан. Престолов два: во имя Животворящей Троицы и великомученицы Параскевы[9].
- Приход церкви Рождества Христова в с. Излегоще. Открыт в 1754 году. Церковь каменная, теплая, построена в 1890 г. на средства прихожан. престолов три: во имя Рождества Христово, второй  святого пророка Илии, третий Казанской Иконы Божий матери[10].
- Приход церкви Михаила Архангела  в с. Дрязги.   Открыт  в 1780 году. Церковь каменная, построена в 1896 г. на средства прихожан. Престолов два: главный – в честь Архистратига Михаила и придельный – в честь Введения во храм Пресвятой Богородицы[11].
- Приход церкви Михаила Архангела в с. Кривки. Церковь каменная, построена в 1903  г. на средства прихожан. Престолов три: главный - в честь Архистратига Михаила, второй - в честь иконы Божией Матери "Всех скорбящих радости", третий - в честь св. Николая Чудотворца. В  приходе церкви  две деревни: Аннино (Громково) и Аннино (Исаево)[12].

## Население
1890—15 523 человек.
Основная масса населения — крестьяне бывшие государственные.